# Parque nacional Cascada de Basaseachi
Este parque nacional de México es conocido por la caída de agua que le da su nombre, considerada como la segunda más alta del país (después de la cascada de Piedra Bolada, localizada en el mismo parque nacional), con 246 metros de caída libre sobre la Barranca de Candameña, lo cual la convierte en la quinta más grande de América y la vigésima primera a nivel mundial.[cita requerida]
La zona no aparece mencionada en ningún documento de los primeros años de la época colonial, tampoco aparece indicada en alguna relación de algunos de los de visitación, razón por la que se deduce que la zona no estaba poblada y que probablemente haya quedado dentro de la jurisdicción de la Misión de Tomochic, muy cerca de Crichic, hoy llamado Cajurichi, pueblo de mucha importancia que perteneció a ésta misión.
El descubrimiento de sus cascadas en el siglo XVIII lo ha convertido al día de hoy en un polo de atracción turístico del estado de Chihuahua y del norte del país. Aunque fue primero la minería, y posteriormente la explotación forestal por ser esta parte de la Sierra Madre Occidental abundante en bosques de pino y encino, la que atrajo a los primeros pobladores del lugar.
El parque nacional es famoso por sus bellezas naturales entre las que destacan sus abundantes bosques, poblados principalmente por especies de pino y encino en las partes altas, así como numerosos arbustos en la parte baja entre los que destacan las acacias, alisos o aile y algunas especies de agave. Sobre el mirador que existe al descender a la barranca se tiene una vista impresionante del lugar, así como de la impresionante profundidad de las paredes de la barranca, que rebasan un profundidad superior a los 1,600 metros y cuyas paredes son de una impresionante verticalidad. El atractivo principal del parque corresponde a la impresionante Cascada de Basaseachi, aunque existe también otra caída de agua cercana a la zona del mismo parque, llamada la Cascada de Piedra Volada, y ubicada también dentro de la Barranca de Candameña. Sin embargo, esta última vierte el agua al fondo de la barranca únicamente en la estación de lluvias mientras que la primera lo hace de forma permanente.

## Decreto
El 2 de febrero de 1981, se creó el parque nacional durante el gobierno del presidente José López Portillo mediante un decreto oficial promulgado en el Diario Oficial de la Federación, otorgándole una extensión al parque de 5,803 hectáreas, dentro de las cuales se encuentra la cascada, y el bosque que comprende dentro y alrededor de la Barranca de Candameña.

## Toponimia
La palabra basaseachi proviene de la lengua rarámuri "Basaseachic", cuyo significado es "lugar de coyotes o cascada" "chic" en rarámuri significa "lugar".

## Aspectos físicos

### Ubicación
La superficie que comprende a este parque nacional está localizada dentro de la zona montañosa conocida como la Sierra Tarahumara, la cual a su vez corresponde a una parte de la gran Sierra Madre Occidental, dentro del municipio de Ocampo el cual pertenece a la zona Nororiente del estado mexicano de Chihuahua. Es una zona de
este lugar se encuentra a 270 kilómetros de la ciudad de Chihuahua), capital del estado homónimo, como llegar: se toma la Carretera Federal 16 al oeste de la ciudad, con dirección a la ciudad de Hermosillo, Capital del estado de Sonora. El acceso al parque por dicha vía se hace después de pasar Tomochi, en donde se toma el entronque denominado Las estrellas, para tomar un camino de aproximadamente 12 kilómetros.

### Orografía
Gran parte de esta zona. Comprendida dentro de la porción montañosa denominada Sierra Tarahumara, que en realidad forma parte del sistema montañoso denominado Sierra Madre Occidental, se mantuvo en un tiempo bajo movimientos tectónicos que originaron la fractura de grandes paredes y la aparición de enormes grietas que, aunado a la presión de las placas tectónicas al Oeste, originaron el levantamiento de los suelos, creando así una zona de grandes depresiones en relieve dentro de este sistema montañoso, albergando una rica y variada bio diversidad. Junto con la erosión ocasionada por las lluvias y otros actores naturales como el viento, dio resultado en uno de los más grandiosos e increíbles sistemas de barrancas conocidos en toda la Tierra.
Las parades de la Barranca de Candameña, que es en donde se vierten las aguas del río Duraznos, que dan origen a la Cascada de Basaseachi, alcanzan una altura superior a los 1,240 metros, aunque asombra el que puedan encontrarse de forma cercana accidentes geográficos que disminuyen su altura a varios metros, a diferencia de las demás barrancas, que se puede distinguir a distancias considerables. Si bien no destaca por encontrarse entre las barrancas más profundas de la Sierra Tarahumara, asombra en cuanto a la verticalidad de sus paredes, que son por lo general muy pronunciadas, al igual que su estrechura, que hacen aún más imponentes sus desfiladeros.

### Hidrografía
Los ríos que se ubican dentro del parque nacional son solo dos: El llamado Río Duraznos, y el segundo denominado Río Basaseachic, los cuales alimentan a la Cascada de Basaseachi, siguiendo el recorrido del desagüe de la Barranca de Candameña a través del Río Candameña.

### Clima
El clima que más se observa en el lugar corresponde al clima templado subhúmedo (Cwb) con una vegetación adaptada a las temperaturas de las zonas altas de montaña con temperaturas por debajo de 0 °C en Invierno. En las partes más altas es el clima continental monzónico de verano fresco (Dwb), mientras que en las partes mas bajas puede ser clima subtropical monzónico (Cwa) o mediterráneo típico (Csa), motivos por los que abundan los bosques de pino y encino.
La precipitación anual en el parque, y en general en la zona de las barrancas, oscila entre los 1 200 mm en las partes altas, a los 2 000 m s. n. m. y más; y los 550 mm en las partes bajas, a los 300 m s. n. m.
Las temperaturas en el año pueden variar desde -15 °C (mínima) y 10 °C (máxima) en Invierno hasta 13 °C (mínima) y 30 °C (máxima) en verano.

## Biodiversidad
De acuerdo al Sistema Nacional de Información sobre Biodiversidad de la Comisión Nacional para el Conocimiento y Uso de la Biodiversidad (CONABIO) en el Parque Nacional Cascadas de Bassaseachic habitan más de 880 especies de plantas y animales de las cuales 19 se encuentran dentro de alguna categoría de riesgo de la Norma Oficial Mexicana NOM-059  y 21 son exóticas,

### Fauna
Se venden aves, entre las especies amenazadas se encuentra el pájaro bandera o coa.
Entre los mamíferos destacan el venado, los jabalíes y las nutrias de agua dulce.
También hay tejones y mapaches.
La colecta e identificación de fauna se realizó con el personal de Fauna Silvestre del Centro de Investigaciones Forestales del Norte (SARH), las especies identificadas se consideraron a partir de reptiles, aves y mamíferos, siendo estas las siguientes:
Las especies más conspicuas en la zona son el venado cola blanca (Odocoileus virginianus), el jabalí (Tayassu tajacu), el puma (Felis concolor), el mapache (Procyon lotor), el zorrillo listado
(Mephitis macroura), ardillas grises y rojas (Sciurus nayaritensis y S. albertibarbieri), la liebre de cola negra (Lepus alleni).
Reptiles: Camaleón (Phrynosoma sp.), lagartija de collar (Sceloporus jarrovi), cascabel rallada (Crotalus lepidus), víboras de cascabel (Crotalus molossus).
Aves: Pájaro azul (Cyanocitta stalleri), pájaro carpintero (Melanerpes formicivorus), pipilo (Pipilo fuscus), aguililla (halcón colirroja), huilota (Zenaidura macroura), chupamirto (Cynanthus sp.),
aura (Cathartes aura), codorniz pinta (Cyrtonyx montezumae).